# Círculo de imagen

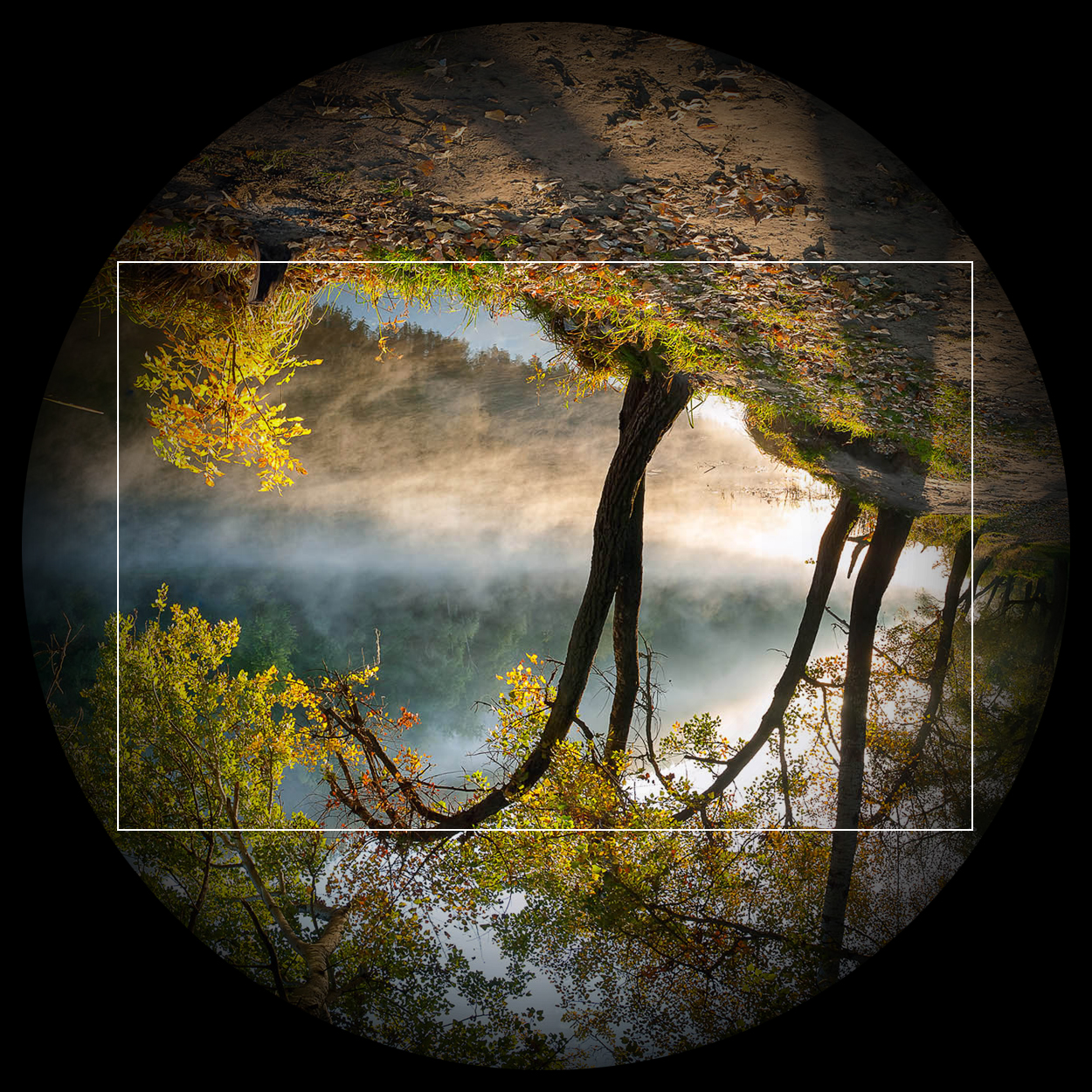
Un círculo de imagen formado dentro de una cámara. El rectángulo marca la posición de la película o sensor de imagen.

El círculo de imagen es la sección transversal del cono de luz transmitido por un objetivo o una serie de objetivos. Cuando esta luz alcanza un plano perpendicular al objetivo tal como una película o un sensor de cámara digital, forma un círculo de luz, que se denomina círculo de imagen. Varias relaciones de aspecto del sensor pueden ser utilizadas pero todas deben caber dentro del mismo círculo de imagen, 3:2, 4:3, 16:9, etc.
Un objetivo, para ser utilizado en una cámara de fuelle que proporciona movimientos, deben tener un círculo de imagen más grande que el tamaño del formato de imagen encuadrada (Adams 1980, 54). Para evitar el viñeteado, un fotógrafo que utiliza un cámara de vista debe asegurarse de que la zona encuadrada se mantiene dentro del círculo de imagen  (Adams 1980, 56-57; 151-52; 157-61); un objetivo de inclinación / desplazamiento del objetivo o de control de la perspectiva utilizada en una cámara pequeña o medio formato suele tener limitaciones mecánicas que mantienen el área de la imagen dentro del círculo de imagen.